# Lovv66
Иван Константинович Шабашов (род. 22 сентября 1997, Брянск), более известный под псевдонимом Lovv66 (рус. Лав66) — российский рэпер. Самый продуктивный фрешмен, по мнению сайта Афиша, и, по мнению ТНТ Music, один из главных фрешменов 2021 года.

## Биография
Родился и жил в Брянске до 19 лет. «Пытался начать новую жизнь в разных городах», но в итоге остался в Ростове, где и начал заниматься музыкой. Свой первый трек под названием «333» записал в Брянске, который впоследствии перезаписал и добавил в дебютный студийный альбом. В начале карьеры работал в Ростове консультантом в центре по химической зависимости.
Музыкант любит творчество Милен Фармер, которая для него «ориентир в плане лёгкости, нежности и голоса». «У неё всё очень мягкое и приятное, вокал прямо затекает в уши», прокомментировал Иван. Также, Lovv66 считает Майкла Джексона «близким своим драйвом». Из русскоязычных исполнителей артисту нравится музыка Валентина Стрыкало, которая нравится ему «своей минорностью, повествованием, атмосферой».
1 мая 2020 года вышел дебютный студийный альбом Lovv Planet. «Если Playboi Carti показал миру новый звук, то автор альбома Puzzles круче всех изучил его и адаптировал к нашей сцене», пишет The Flow.
25 февраля 2021 года вышел второй студийный альбом Puzzles. Среди гостей в альбоме Mayot, Blago White, Soda Luv, Seemee, Lovesomemama и Pinq.
28 мая 2021 года вышел студийный альбом «Физикал Пэйн». Хип-хоп-сайт Rap.ru обнаружил в альбоме вдохновение альбомом Playboi Carti Whole Lotta Red. Альбом состоит из 12 треков, на одном из которых присутствует Thrill Pill. Трек «Трап Трап» с вышедшего альбома успел стать хитом в TikTok ещё до релиза.
26 ноября 2021 года вышел студийный альбом «Бэст Фрэндс». «Самая основная метафора альбома «Бэст Фрэнд» – это хорошо знакомая поколению моих ровесников идея мультика «История игрушек». Только в моем релизе эти игрушки 18+», прокомментировал исполнитель. Журнал GQ назвал альбом «элементами футуристичного и кислотного гиперпопа». «Заавтотюненый голос, гиперпоп-инструменталы и секс как магистральная тема — вот что вас ждет в релизе «Бэст Фрэндс»», пишет The Flow.
27 мая 2022 года вышел дебютный микстейп «Интернет Лав» совместно с Маленьким Ярче. «Гиперпоп-релиз от двух ярких игроков рэп-сцены», рецензирует микстейп The Flow. Релиз возглавил альбомный чарт Apple Music России и занял 16 позицию в чарте ВКонтакте.
11 ноября 2022 года вышел студийный альбом Gloryligion.

## Инциденты
30 августа 2022 года в своём Telegram-канале музыкант рассказал, как незнакомец подбежал к нему и «дал ему леща» возле ресторана в Уфе. Через день после инцидента в интернете появилось видео, на котором неизвестный подходит к Ивану, даёт ему пощечину, после чего получает сдачи от его друзей и убегает.

## Дискография

### Студийные альбомы
| Название       | Детали                                                                                           | Высшая позиция в чартах |
| Название       | Детали                                                                                           | Apple Music             |
| -------------- | ------------------------------------------------------------------------------------------------ | ----------------------- |
| Lovv Planet    | - Релиз: 1 мая 2020 - Лейбл: A+ - Формат: цифровая загрузка, стриминг                            | —                       |
| Puzzles        | - Релиз: 25 февраля 2021 - Лейбл: Sony Music Entertainment - Формат: цифровая загрузка, стриминг | 3                       |
| «Физикал Пэйн» | - Релиз: 28 мая 2021 - Лейбл: Sony Music Entertainment - Формат: цифровая загрузка, стриминг     | —                       |
| «Бэст Фрэндс»  | - Релиз: 26 ноября 2021 - Лейбл: Sony Music Entertainment - Формат: цифровая загрузка, стриминг  | 5                       |
| Gloryligion    | - Релиз: 11 ноября 2022 - Лейбл: Lovv66 - Формат: цифровая загрузка, стриминг                    | —                       |
| SNIPER66       | - Релиз: 1 ноября 2024 - Лейбл: Lotus Music - Формат: цифровая загрузка, стриминг                | —                       |
| Barter 66      | - Релиз: 25 апреля 2025 - Лейбл: Lotus Music - Формат: цифровая загрузка, стриминг               | —                       |

### Микстейпы
| Название                                    | Детали                                                                    |
| ------------------------------------------- | ------------------------------------------------------------------------- |
| «Интернет Лав» (совместно с Маленьким Ярче) | - Релиз: 27 мая 2022 - Лейбл: CPlus - Формат: цифровая загрузка, стриминг |

### Мини-альбомы
| Название                      | Детали                                                                      |
| ----------------------------- | --------------------------------------------------------------------------- |
| Yolovv (совместно с Yolo Tag) | - Релиз: 15 июля 2020 - Лейбл: Steezy - Формат: цифровая загрузка, стриминг |

### Синглы

#### В качестве ведущего исполнителя
| Название                                                      | Год  | Альбом              |
| ------------------------------------------------------------- | ---- | ------------------- |
| «Redd Eyess» (при уч. Holyglory)                              | 2019 | Внеальбомные синглы |
| «Outside»                                                     | 2019 | Внеальбомные синглы |
| «Uh Uh»                                                       | 2019 | Внеальбомные синглы |
| «Double 6»                                                    | 2019 | Внеальбомные синглы |
| «Я знаю»                                                      | 2019 | Внеальбомные синглы |
| «T’n’H»                                                       | 2019 | Внеальбомные синглы |
| «Кодеин» (при уч. Маленького Ярче)                            | 2020 | Внеальбомные синглы |
| «Slime Love» (совместно с Yolo Tag)                           | 2020 | Yolovv              |
| «Лил Уэйн»                                                    | 2020 | Внеальбомные синглы |
| «Stop Calling» (совместно с May Waves)                        | 2020 | Внеальбомные синглы |
| «Я знаю (Dan Korshunov Remix)»                                | 2020 | Внеальбомные синглы |
| «Карри»                                                       | 2020 | Внеальбомные синглы |
| «Это сон»                                                     | 2020 | Внеальбомные синглы |
| «Young Shabba 97»                                             | 2020 | Внеальбомные синглы |
| «Кэш кэш (El Paso Glory Remix)» (совместно с Yolo Tag)        | 2020 | Внеальбомные синглы |
| «Следы от помады» (при уч. Yungway)                           | 2020 | Внеальбомные синглы |
| «New Era» (совместно с Seemee)                                | 2020 | Puzzles             |
| «Кодеин (Boykotron Remix)»                                    | 2020 | Внеальбомные синглы |
| «Slime Love (Punkshow Remix)» (совместно с Yolo Tag)          | 2021 | Внеальбомные синглы |
| «Нет нет» (совместно с Nick Dayzi)                            | 2021 | Внеальбомные синглы |
| «Цветок» (совместно с Seemee и Mayot)                         | 2021 | Внеальбомные синглы |
| «Неправильно» (совместно с OG Buda)                           | 2021 | Внеальбомные синглы |
| «Гэнста»                                                      | 2021 | Внеальбомные синглы |
| «Меняй» (совместно с Лилу)                                    | 2021 | Norma Jean          |
| «Бэст Фрэндс» (при уч. Yungway)                               | 2021 | «Бэст Фрэндс»       |
| «Мне по*уй» (совместно со Скриптонитом)                       | 2021 | Внеальбомный сингл  |
| «Шорт Лав»                                                    | 2021 | «Бэст Фрэндс»       |
| «Она забыла его»                                              | 2021 | «Бэст Фрэндс»       |
| «Я сделал это» (при уч. DooMee)                               | 2022 | Внеальбомные синглы |
| «А мы любили» (при уч. Encore Squad)                          | 2022 | Внеальбомные синглы |
| «Было»                                                        | 2022 | Внеальбомные синглы |
| «Ты и я тоже»                                                 | 2022 | Внеальбомные синглы |
| «Последний с тобой день (Discent Remix)» (совместно с Enique) | 2022 | Внеальбомные синглы |
| «Ещё час» (при уч. Ани Чеми)                                  | 2022 | Внеальбомные синглы |
| «Валына» (при уч. Платины)                                    | 2022 | Внеальбомные синглы |
| «5ive»                                                        | 2022 | Внеальбомные синглы |
| «Май май»                                                     | 2023 | Внеальбомные синглы |
| «Moei Lubvi» (при уч. Turbosh & BORIS REDWALL)                | 2023 | Внеальбомные синглы |
| «Килиманджаро»                                                | 2023 | Внеальбомные синглы |
| «Samaya Pervaya»                                              | 2023 | Внеальбомные синглы |
| «Не забывай меня» (при уч. Федука)                            | 2023 | Внеальбомные синглы |
| «Холодом по спине» (при уч. Мартина)                          | 2024 |                     |
| «ESLI NE TI» (при уч. BORIS REDWALL)                          | 2024 |                     |
| «да, не сейчас»                                               | 2024 | ДА, НЕ СЕЙЧАС       |
| «новым шрамом»                                                | 2024 | ДА, НЕ СЕЙЧАС       |
| «Закрытая дверь»                                              | 2024 |                     |
| «На краю» (при уч. White Punk)                                | 2024 |                     |
| «Движения»                                                    | 2024 | SNIPER66            |
| «МАНИЯ»                                                       | 2024 | SNIPER66            |
| «Между мной и тобой»                                          | 2024 | SNIPER66            |
| «До свидания»                                                 | 2024 | SNIPER66            |
| «Ты для меня?»                                                | 2024 | SNIPER66            |
| «Закрытая дверь»                                              | 2024 | SNIPER66            |
| «Зайа»                                                        | 2024 | SNIPER66            |
| «Вызывают» (при уч. Voskresenskii)                            | 2024 | SNIPER66            |
| «Я никогда не»                                                | 2024 | SNIPER66            |
| «отель, клуб или дом?»                                        | 2025 |                     |
| «Было видно»                                                  |      | Barter 66           |
| «Если»                                                        |      | Barter 66           |
| «Знают здесь»                                                 |      | Barter 66           |
| «Много денег»                                                 |      | Barter 66           |
| «Мобылы» (при уч. Джон Гарик)                                 |      | Barter 66           |
| «Я готов»                                                     |      | Barter 66           |
| «Помнишь» (при уч. DooMee)                                    |      | Barter 66           |
| «Наши фотки» (при уч. MAYOT)                                  |      | Barter 66           |
| «Нет нет» (при уч. Nkeeei)                                    |      | Barter 66           |
| «Музыка для любви (Ouyro)»                                    |      | Barter 66           |

#### В качестве приглашённого исполнителя
| Название                               | Год  | Альбом              |
| -------------------------------------- | ---- | ------------------- |
| «Get Down» (Yolo Tag при уч. Lovv66)   | 2019 | Внеальбомные синглы |
| «Малина» (Yolo Tab при уч. Lovv66)     | 2019 | Внеальбомные синглы |
| «Smog» (Seemee при уч. Lovv66)         | 2019 | Внеальбомные синглы |
| «Под капюшон» (Mayot при уч. Lovv66)   | 2020 | Внеальбомные синглы |
| «LBM» (Юный при уч. Lovv66)            | 2020 | Внеальбомные синглы |
| «Баблгам» (Pinq при уч. Lovv66)        | 2021 | Внеальбомные синглы |
| «Galaxy» (Flash и Pinq при уч. Lovv66) | 2021 | «Троп Galaxy»       |

### Другие песни в чартах
| Название            | Год  | Высшая позиция в чартах | Высшая позиция в чартах | Высшая позиция в чартах | Высшая позиция в чартах  | Высшая позиция в чартах | Альбом             |
| Название            | Год  | YouTube Music           | Apple Music             | Shazam                  | Top Radio & YouTube Hits | Top YouTube Hits        | Альбом             |
| ------------------- | ---- | ----------------------- | ----------------------- | ----------------------- | ------------------------ | ----------------------- | ------------------ |
| «Трап Трап»         | 2021 | 15                      | —                       | —                       | 579                      | 95                      | «Физикал Пэйн»     |
| «Cэккс»             | 2021 | —                       | 10                      | —                       | —                        | —                       | «Бэст Фрэндс»      |
| «Говорят чо (Live)» | 2021 | —                       | —                       | 17                      | —                        | —                       | Внеальбомный сингл |

### Гостевое участие
| Название                 | Год  | Другие исполнители         | Альбом                |
| ------------------------ | ---- | -------------------------- | --------------------- |
| «Лалала»                 | 2020 | Guvapov                    | «Мне 18»              |
| «Донт пуш»               | 2020 | Soda Luv                   | Viva la vida          |
| «Ветер»                  | 2020 | SKB                        | «Секретные материалы» |
| «Start»                  | 2021 | Pinq                       | Pinq Tastish          |
| «Эйфория»                | 2021 | Lowlife                    | 18/81                 |
| «Снова»                  | 2021 | OG Buda, Mayot             | Sexy Drill            |
| «Кроссики»               | 2021 | Seemee                     | TXC                   |
| «Имя»                    | 2021 | Индаблэк, Скриптонит, Qurt | «Плохие привычки»     |
| «Меняй»                  | 2021 | Лилу                       | Norma Jean            |
| «Дропы»                  | 2021 | Маленький ярче             | Pur3                  |
| «Вновь»                  | 2021 | Thrill Pill                | Birthday Mix 2021     |
| «Синий дым»              | 2021 | Thrill Pill                | «Грустное»            |
| «Запах твоих духов»      | 2021 | Thrill Pill                | «Грустное»            |
| «Буква Х»                | 2021 | Scally Milano              | Money Counter Music   |
| «Odna»                   | 2022 | Bushido Zho                | No Bang! Hold On!     |
| «Последний с тобой день» | 2022 | Enique                     | Désespoir             |
| «Go Shorty»              | 2022 | Yanix                      | G.O.A.T. Uslugi       |
| «Лунный лик»             | 2024 | Gone.Fludd                 | Fluddality            |
| «На луну»                | 2024 | Егор Крид                  | Меньше чем три        |
| «Повод для загона»       | 2025 | CODE80                     | BLOOD BLOOD           |